# Escudo de Michoacán
El Escudo de Michoacán es el escudo de armas del estado mexicano de Michoacán de Ocampo.
Oro y gules, además de su significado intrínseco, se emplearon para perpetuar la bandera de la noble y leal Morelia y de su ilustre fundador Antonio de Mendoza.

## Historia
El presente escudo fue establecido el 12 de septiembre de 1974 por el gobierno del estado, obra del artista plástico Agustín Cárdenas Castro.
Fue ratificado el 7 de junio de 2007 a través de la «Ley del Escudo del Estado Libre y Soberano de Michoacán de Ocampo», como símbolo oficial del estado. Esta ley dictada por el Congreso de Michoacán detalla el escudo de armas, sus elementos, así como su uso.

## Elementos

### Primer cuartel
En campo de gules que denota fortaleza, victoria, osadía, la estatua ecuestre en oro de D. José Ma. Morelos y Pavón, máximo caudillo de la lucha de Independencia. El oro en heráldica simboliza nobleza, riqueza, poder, luz, constancia y sabiduría. El caballo, símbolo de la acometividad en la guerra, prontitud, ligereza, imperio y mando. Está inspirado en el monumento de la capital, situado en la plaza cívica «Morelos». 

### Segundo cuartel
En campo de gules, tres coronas regias indígenas en oro, simbolizando los tres señoríos en que estaba dividido Michoacán antes de la Conquista. Al morir Tariácuri dividió su reinado en tres señoríos, que repartió entre su hijo Hiquíngare, a quien correspondió Pátzcuaro, y sus sobrinos Tangáxoan e Hiripan a quienes les correspondió respectivamente el gobierno de Tzintzuntzan e Ihuatzio. Cada corona ostenta un medallón con el color distintivo de cada señorío.

### Tercer cuartel
En campo de oro, en primer plano y en colores naturales, un engranaje dentado recto, significando la unión armónica del esfuerzo en la ascensión del progreso; al fondo un esquema de altos hornos, con un mar de fondo, sugiriendo el vasto panorama siderúrgico e industrial de Michoacán.

### Cuarto cuartel
En campo de oro, en colores naturales: en primer plano y sobre una terraza verdeada un libro abierto —fuente de cultura—; al fondo, un esquema arquitectónico de la Universidad de Tiripetío, fundada en 1540 por fray Alonso de la Vera Cruz, fray Diego Chávez y Alvarado y fray Juan de San Ramón, precursora de la actual Universidad Michoacana de San Nicolás de Hidalgo, emporio de intelectualidad nacional.

### Bordura
El escudo tiene un bisel en azul, que representa la justicia, celo, verdad, lealtad, caridad, hermosura y aquí la diafanía del cielo de Michoacán y la transparencia de sus ríos, lagos y mares; sobre esta bordura lucen dieciséis estrellas en plata.

### Timbre
Como timbre presenta un glifo compuesto por un cerro en sinople rematado por un pez. Representa la amistad, la esperanza, la fe, el servicio y el respeto. A sus pies se despliegan unos lambrequines dorados de hojas de acanto. 

### Lema
Bajo el escudo se encuentra un listón con vuelo ascendente, de la autoría del Mtro. Impresor Fidel Ramírez Aguirre, en el cual se lee la divisa: «Heredamos libertad, legaremos justicia social». Síntesis de los ideales, logros y aspiraciones de Michoacán. Lo ornamenta en colores naturales el ramo de palma —espada victoriosa— y laurel frutado —buena fama y victoria imperecedera—. 